# Huang Hao
Huang Hao (chinesisch 黃皓 / 黄皓, Pinyin Huáng Hào) war ein Eunuch zur Zeit der Drei Reiche im alten China und diente dem Shu-Kaiser Liu Shan.
Er trat seinen Dienst für den Kaiser in den 220er Jahren an. Laut den Chroniken der Drei Reiche wurde er von Liu Shan bevorzugt, weil er ihm unaufhörlich schmeichelte. Als Dong Yun (der Oberaufseher des Kaisers) noch lebte, warnte er den Kaiser oft vor Huang Haos Schmeicheleien und ermahnte Huang Hao desgleichen.
Nach Dong Yuns Tod (246) wurde Cheng Qi (陳祗) Oberaufseher. Er tat sich mit Huang Hao zusammen, und ihr Einfluss auf den Kaiserhof wuchs. Sogar verdiente Minister wie Zhuge Zhan und Dong Yue (董厥) konnten nicht mehr einschreiten. Der kommandierende General Jiang Wei riet Liu Shan, Huang Hao hinrichten zu lassen, aber der Kaiser lehnte ab. Jiang Wei floh aus Furcht vor Huang Haos Rache aus der Hauptstadt Chengdu, um Truppen in Tazhong (沓中; im heutigen Gansu) zu stationieren. In all den Jahren hatte er nie einen entscheidenden Sieg gegen die Wei errungen und sollte von Yan Yu (閻宇) abgelöst werden, der enge Verbindungen zu Huang Hao hatte.
Im Jahr 263 schrieb Jiang Wei an Liu Shan und warnte ihn vor dem Wei-General Zhong Hui, der an der Grenze zu Shu eine gewaltige Armee musterte. Huang Hao aber tat dies ab, und Liu Shan lehnte Jiang Weis Verteidigungsplan ab. Als Shu erobert wurde, wurde Huang Hao vom Wei-General Deng Ai gefangen genommen, der ihn hinzurichten trachtete. Aber Huang Hao konnte Deng Ais Adjutanten bestechen und entkam. Sein weiteres Schicksal ist unbekannt. Im Roman Die Geschichte der Drei Reiche heißt es in Kapitel 119, er sei von Sima Zhao öffentlich hingerichtet worden, nachdem er Liu Shan in die Wei-Hauptstadt Luoyang gefolgt war.
| Personendaten    | Personendaten                                                                |
| ---------------- | ---------------------------------------------------------------------------- |
| NAME             | Huang Hao                                                                    |
| ALTERNATIVNAMEN  | Huáng Hào; 黄皓 (vereinfachtes Chinesisch); 黃皓 (traditionelles Chinesisch) |
| KURZBESCHREIBUNG | Eunuch zur Zeit der Drei Reiche im alten China                               |
| GEBURTSDATUM     | vor 230                                                                      |
| STERBEDATUM      | nach 263                                                                     |